# Sucursal regional Henry E. Legler de la Biblioteca Pública de Chicago
La Sucursal Regio nonal Henry E. Legler de la Biblioteca Pública de Chicago, también llamada Biblioteca Legler, Biblioteca Regional Legler o Sucursal Legler, es una sucursal de la Biblioteca Pública de Chicago ubicada en 115 S. Pulaski Road en el área comunitaria de West Garfield Park de Chicago, Illinois . 
La biblioteca fue construida en 1919 y se inauguró el 11 de octubre de 1920; fue la primera biblioteca regional de Chicago. El arquitecto de Chicago Alfred S. Alschuler diseñó el edificio en estilo Beaux Arts.
Originalmente servía a una comunidad judía adinerada. Sin embargo, a medida que la demografía de West Garfield Park cambió, finalmente pasó a servir a una población afroamericana pobre y desprivilegiada. La Biblioteca Pública de Chicago eliminó el estatus de biblioteca regional de la Biblioteca Legler en 1977, en un momento en que la circulación en la biblioteca estaba disminuyendo. La sucursal fue reinaugurada en 1993 luego de una renovación.
Un mural de la Works Progress Administration en la biblioteca representa a Jacques Marquette y a comerciantes nativos americanos durante la visita de Marquette al área de Chicago. 

La biblioteca fue agregada al Registro Nacional de Lugares Históricos el 6 de noviembre de 1986. 
En 2019, la biblioteca recuperó su estatus regional y completó una renovación.